# Leonardo AW609
Leonardo AW609, tidigare AgustaWestland AW609 och Bell/Agusta BA609, är ett civilt tiltrotorflygplan avsett för den civila marknaden, främst V.I.P.-transport samt personaltransport inom offshoreindustrin. Produktionen startade år 2017.

## Liknande flygplan
- Bell Boeing V-22 Osprey